# Lake Bolac
Lake Bolac är en ort i Australien. Den ligger i kommunen Ararat och delstaten Victoria, omkring 190 kilometer väster om delstatshuvudstaden Melbourne. Antalet invånare är 470.
Trakten runt Lake Bolac är nära nog obefolkad, med mindre än två invånare per kvadratkilometer.. 
Trakten runt Lake Bolac består till största delen av jordbruksmark. Genomsnittlig årsnederbörd är 899 millimeter. Den regnigaste månaden är juli, med i genomsnitt 134 mm nederbörd, och den torraste är februari, med 29 mm nederbörd.